# Maurice Lebon
Pour les articles homonymes, voir Lebon.
Maurice Lebon est un homme politique français, né le 13 novembre 1849 à Paris et mort le 28 février 1906 à Rouen en Seine-Maritime, avocat, maire de Rouen et homme politique français.

## Biographie
Fils du juriste Félix Lebon qui a donné son nom au Recueil Lebon, Maurice Lebon est attaché au ministère de la justice en 1871, secrétaire particulier de Jules Dufaure en 1876, puis secrétaire général de préfecture de la Mayenne en 1877. Il est appelé au poste de secrétaire général de la préfecture de la Seine-Inférieure en 1877. Il se fait ensuite inscrire au barreau de Rouen comme avocat à la cour d'appel en 1881.
- Maire de Rouen de 1886 à 1888 ;
- Conseiller général du canton de Duclair de 1892 à 1898 ;
- Député de la Seine-Inférieure de 1891 à 1898 ;
- Sous-secrétaire d'État au Commerce à l'Industrie et aux Colonies du 4 décembre 1893 au 20 mars 1894 dans le gouvernement Jean Casimir-Perier

Il demeure no 87 rue Jeanne-d'Arc à Rouen dans les années 1880.

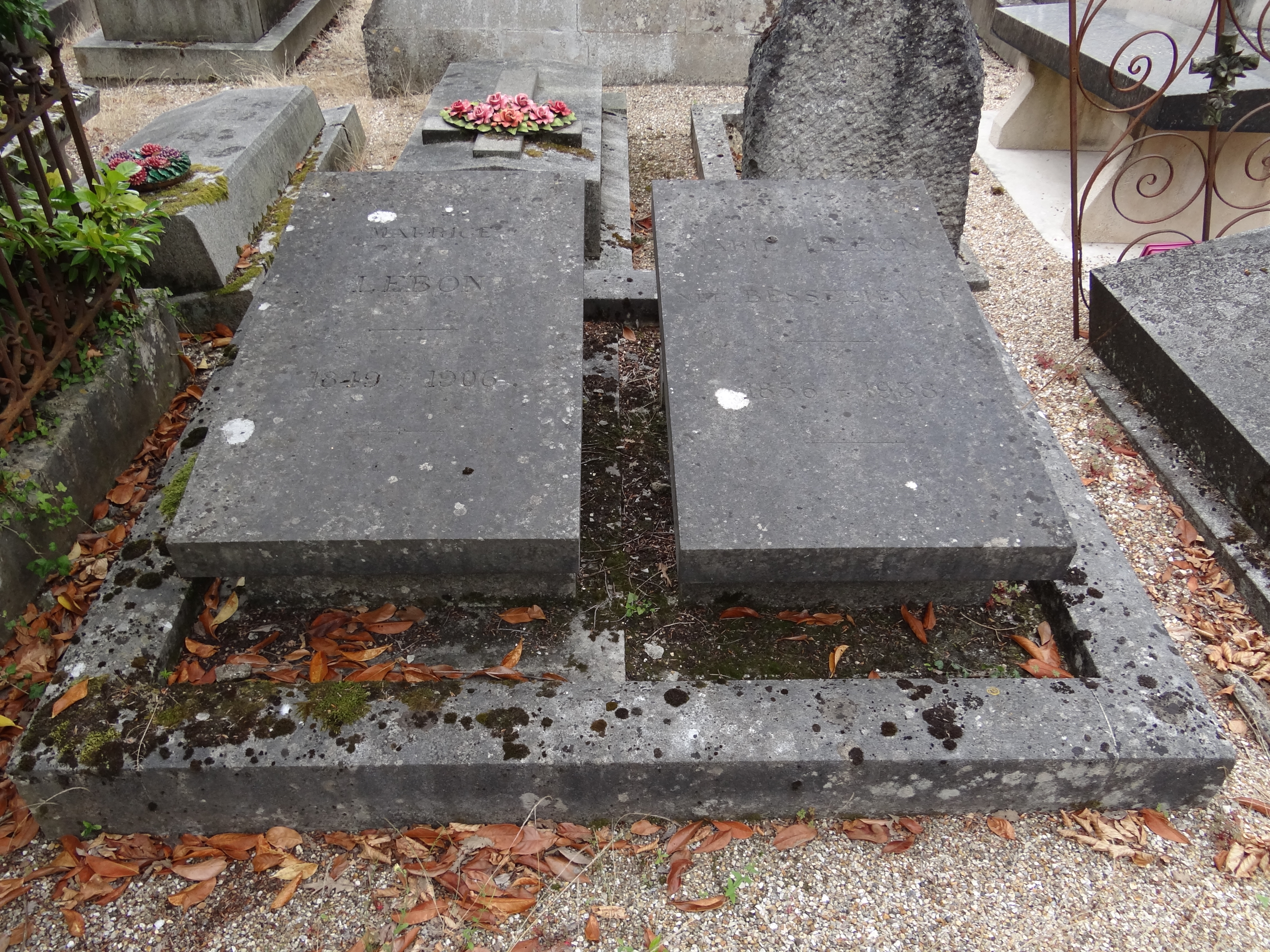
La tombe de Maurice Lebon au cimetière monumental de Rouen (Seine-Maritime).

Il meurt à son domicile au no 33 rue de Fontenelle à Rouen. Il est inhumé au cimetière monumental de Rouen (division C).

## Distinctions
- Officier d'académie.

## Publications
- Rapport aux souscripteurs au capital de garantie de l'Exposition nationale et régionale de Rouen 1884, Rouen, 1885.